# 离子风暴

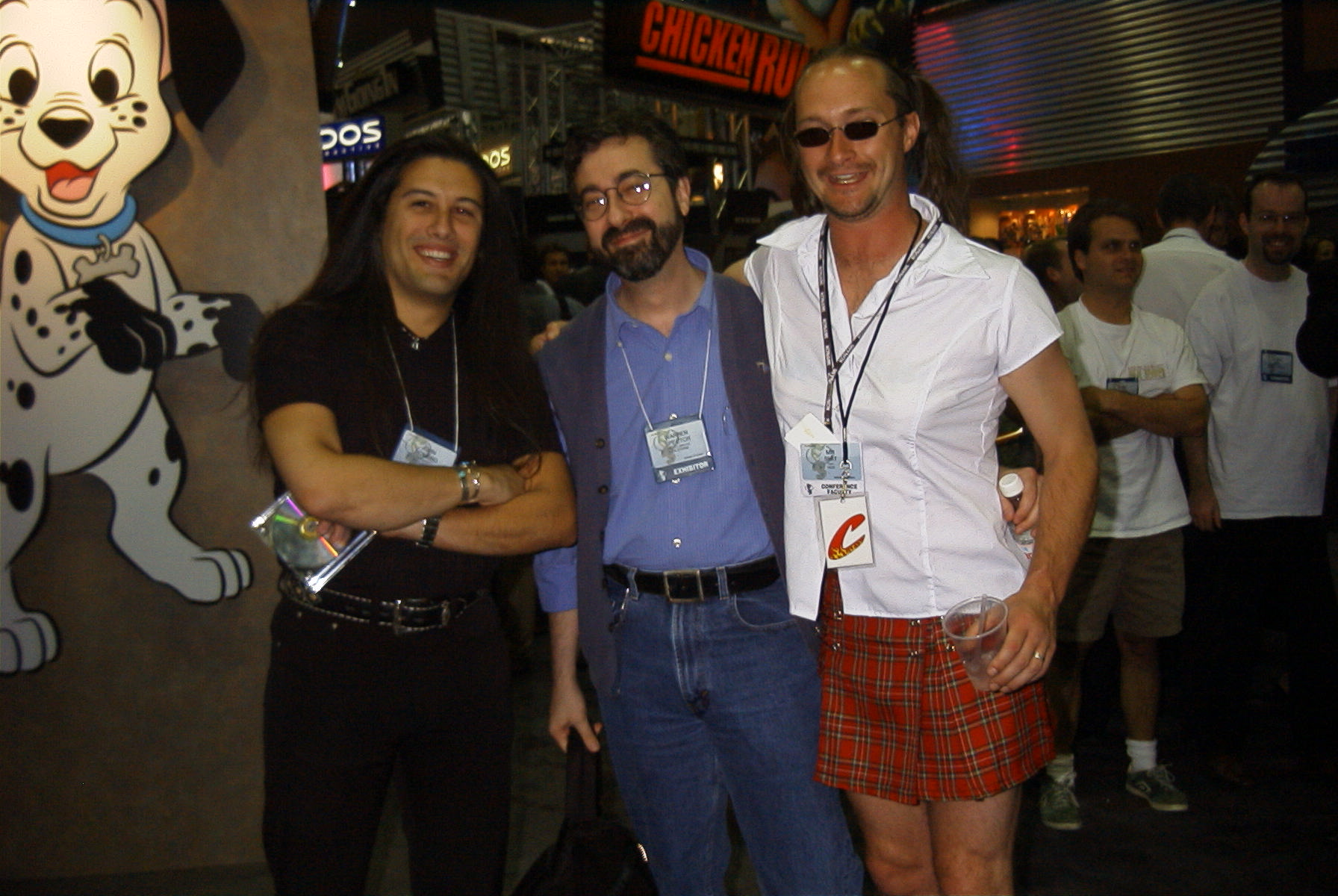
離子風暴公司

离子风暴公司（英語：Ion Storm Inc，有时拼写为）是于美国德克萨斯州专门制作电脑游戏的公司，由约翰·罗梅洛和汤姆·霍尔创立于1996年，由一些以前的id Software的员工组成。
离子风暴公司有两个分公司，主要的办公室位于达拉斯，另外一个位于奥斯丁。位于达拉斯的办公室非常的豪华，坐落于Chase Tower的第54层和最高层，曾经用相当长的时间开发了两个游戏Anachronox和大刀。前者被批评故事主线和人物系统过于庞大，而后者则被称为最被高估的3D射击游戏。两个游戏都是既不叫好也不叫座，相对于为了开发它们而付出的金钱和努力，这两个游戏可以说是最浪费的作品。奥斯丁的分公司则开发了几款优秀的游戏，華倫·埃文·史佩特小组开发了非常成功且广泛赞誉的Deus Ex。
罗梅洛和霍尔在公司于2001年7月发布了Anachronox后辞职。一年以后，Eidos关闭了离子风暴位于达拉斯的工作室。奥斯丁分部则继续办公。2005年2月9日，Eidos宣布奥斯丁的工作室关闭，这也就意味着离子风暴公司已经不复存在。

## 离子風暴开发的游戏
- Dominion: Storm Over Gift 3 （1998年）
- 大刀（2000年）
- 杀出重围（2000年）
- Anachronox（2001年）
- 杀出重围：隐形战争（2003年）
- 神偷：致命暗影（2004年）